# 高家祠堂
高家祠堂，位于中国甘肃省榆中县，2013年3月5日，作为“青城古民居”的子项公布为第七批全国重点文物保护单位。类型为古建筑。
高家祠堂的历史年代为清代。